# 和歌山市立三田小学校
和歌山市立三田小学校（わかやましりつさんたしょうがっこう）は、和歌山県和歌山市和田にある市立の小学校。

## 周辺
- 竈山神社

## 沿革
- 1895年（明治28年）7月11日 - 和田・坂田・田尻の三小学校が合併して三田尋常小学校発足。
- 1914年（大正3年）4月11日 - 高等科を併置、農業実習地を設ける。
- 1947年（昭和22年）5月15日 - 学校給食を始める。
- 1959年（昭和34年）7月2日 - 新校舎が落成し、三学級が移転する。
- 1960年（昭和35年）6月6日 - 全員が新校舎に移転する。

## 通学区域が隣接している学校
- 和歌山市立名草小学校
- 和歌山市立安原小学校
- 和歌山市立岡崎小学校
- 和歌山市立宮前小学校